# 火遊び
火遊び（ひあそび）とは、マッチやライターなどの発火具を使い、火（または炎や火花）などの美しさや面白さを楽しむ目的で行われる行為。ただし花火などを正しい利用方法に従って楽しむことは火遊びとは呼ばない。
火遊びは屋内外問わず行われ、その主体は好奇心の旺盛な子供であることが多い。
火遊びは火傷や火災などの原因となる非常に危険な行為であり、自分だけではなく周囲にも命の危険が及ぶ可能性がある。

## 子供の火遊びに対する啓発
日本では、ライターの火遊びによる子供の事故の防止について、消防庁・経済産業省を中心に啓発活動を行っている。ライターの注意書きや、幼稚園や保育園、小学校などで児童とともに保護者に向けても注意喚起している。

### 注意喚起の例
官公庁や各自治体では消費者庁の発表に基づき注意を促している。東京消防庁では下記のように注意を促している。
1. ライター等は、子供の目に触れない場所、かつ手の届かない場所で厳重に管理する。
2. 子供だけを残しての外出は絶対にしないようにし、保護者等が在宅していても子供には常に注意を払う。
3. 子供には幼児期から火災の怖さや火遊びの危険性を教える。
4. 子供の安全を守るため、子供が簡単に操作できないチャイルド・レジスタンス・ライター（CRライター）を使用する。
5. ライターを廃棄する際は、中のガスを使い切ってから、各自治体が定める分別方法に従い廃棄する。
6. 小学生になると、公園など屋外で火遊びをする子供が増えることから、自分の子供だけでなく、他の家の子供にも火遊びの危険性についてしっかりと注意するなど、地域全体で火遊び火災を防ぐ。

### チャイルド・レジスタンス
使い捨てライターに普及とそれに伴う、事故の増加をうけ、消費生活用製品安全法施行令の一部が改正され、2010年12月27日より、使い捨てライターや多目的ライターを規制対象とした。
規制対象のライターは、子供が簡単に操作できない「幼児対策（チャイルド・レジスタンス）」機能などの安全基準を満たしたことを示すPSCマークを表示したもの以外は、販売することができなくなった。
チャイルドレジスタンスの例
- 着火ボタンが従来のものより重く、高い指圧が必要。
- 着火ボタンを持ち上げてから、押し込むなどの推測しにくい複雑な操作機構を有するもの。
- 特定の方向から力をかけないと空回りするホイールを用いたもの。

## その他の用例
危険な遊びや、特に無分別で不真面目な恋愛、その場限りの情事のことを指す。
転じて浮気や不倫などの、一般的には許容されているとは言いがたいインモラル（非道徳的）な行為の比喩としても用いられる。